# Grieskircheni járás
A Grieskircheni járás Ausztriában, Felső-Ausztria tartományban található. Grieskircheni járás Schärdingi, Eferdingi, Rohrbachi, Welsvidéki, Vöcklabrucki és Ried im Innkreis-i járásokkal határos. Lakosainak száma 65 660 fő (2022. január 1.).

## A járáshoz tartozó települések
- Aistersheim
- Bad Schallerbach
- Bruck-Waasen
- Eschenau im Hausruckkreis
- Gallspach
- Gaspoltshofen
- Geboltskirchen
- Grieskirchen
- Haag am Hausruck
- Heiligenberg
- Hofkirchen an der Trattnach
- Kallham
- Kematen am Innbach
- Meggenhofen
- Michaelnbach
- Natternbach
- Neukirchen am Walde
- Neumarkt im Hausruckkreis
- Peuerbach
- Pollham
- Pötting
- Pram
- Rottenbach
- Schlüßlberg
- Sankt Agatha
- Sankt Georgen bei Grieskirchen
- Sankt Thomas
- Steegen
- Taufkirchen an der Trattnach
- Tollet
- Waizenkirchen
- Wallern an der Trattnach
- Weibern
- Wendling